# Afonso Acácio Martins Velho
Afonso Acácio Martins Velho (Sertã, 1848 – 21 de janeiro de 1929) foi um advogado, escritor e espírita português. Foi o primeiro Presidente da Federação Espírita Portuguesa (FEP). 

## Biografia
Formou-se na Faculdade de Direito da Universidade de Coimbra. Exerceu a advocacia nas cidades de Tomar, Elvas e Lisboa.
Foi um dos precursores do Espiritismo em Portugal, tendo participado, durante muito tempo, das reuniões mediúnicas promovidas pelo médium português Fernando de Lacerda, e outras onde se encontravam presentes a médium Madalena Frondoni Lacombe e o Dr. José Alberto de Sousa Couto.
Colaborou, de 1905 a 1909, na revista "Estudos Psíquicos" (1ª fase), de José Alberto de Sousa Couto, e na "Revista de Espiritismo", da FEP.
Como escritor espiritualista tem vários livros publicados. Foi autor de monografias sobre o ocultismo, e praticante do hipnotismo e do magnetismo animal, tendo realizado experiências referentes ao animismo, muitas delas relatadas nas suas obras e diversos artigos sobre estes temas.

## Obra
- "O Espiritismo Contemporâneo"
- "As Potências Ocultas do Homem"
- "Manual de Magnetismo"
- "Ocultismo e Magia"
- "Contos Maravilhosos" (1929) - contos e narrativas espíritas